# 凱博文
凱博文（英語：Arthur Kleinman，1941年3月11日—），是一位美國精神病學家，在哈佛大學教授醫療人類學及跨文化精神病學。以研究華人文化中的精神疾病聞名。
凱博文對人類學和文化結合症候群在醫學上的認識有所貢獻，特別是華人文化及東亞文化。他認為精神上所受到的折磨更容易以身體症狀的方式表現出來，而非華人或東亞患者的心理痛苦。
1960年代末凱博文一直在華人社會進行研究，首先在台灣，1978年到了中國，研究抑鬱症、身心性疾病、癲癇、思覺失調症和自殺，以及其他形式的暴力。他著述不僅關於社會苦難，也觸及公共衛生和國際議題、跨文化精神病學，以及個人苦痛和殘疾的經歷。

## 學歷
凱博文擁有史丹佛大學學士後醫學MD、哈佛大學社會人類學碩士學位。在耶魯大學醫學院完成內科實習，在麻省總醫院擔任過精神科住院醫師。

## 經歷
1976年凱博文創立期刊《Culture, Medicine and Psychiatry》，到1986年為止，都是該刊總編輯。
凱博文策劃過世界衛生組織心理健康報告，合作過美國精神醫學學會文化小組及精神疾病診斷與統計手冊第四版，共同主持過美國國家醫學院自殺防治報告、美國國立衛生研究院2001年及2002年的會議。
2003年9月，在國立衛生研究院Fogarty國際研究中心進行一場關於發展中國家流行心理問題的講座。
他是世界衛生組織的顧問，主導過國際精神衛生行動計畫技術諮詢委員會，2002年12月向世界衛生組織第一屆國際會議，發表關於全球精神衛生研究的基本方針。
凱博文近期投入研究因應高齡與社會變遷的解決方案，並計畫出版哈佛大學最新一版「全球健康指引」。

## 中文出版書籍
- 《道德的重量：不安年代中的希望與救贖》(What Really Matters: living a moral life amidst uncertainty and danger)，2007年，繁體中文版由心靈工坊出版，ISBN 978-986-678-207-7
- 《談病說痛：在受苦經驗中看見療癒》(The Illness Narratives: Suffering, Healing and the Human Condition), 2020 年，繁體中文版由心靈工坊出版，ISBN 978-986-357-175-9
- 《照護的靈魂：哈佛醫師寫給失智妻子的情書》(The Soul of Care: The Moral Education of a Husband and a Doctor), 2020 年，繁體中文版由心靈工坊出版，ISBN 978-986-357-176-6